# Hamburgi muskotály
A  hamburgi muskotály  világszerte ismert; a legfinomabb ízű csemegeszőlő-fajta. Származása bizonytalan. Egyes nemesítők szerint az alexandriai muskotály és a frankenthali trollinger fajták keresztezésével állították elő.  Magyarországra a 18. század közepén került és 1956-ban vált államilag minősített szőlőfajtává. 
Termőterületeit világviszonylatban 20.000 hektárra becsülik (1999-es adat). A hamburgi muskotály legnagyobb ültetvényi Kaliforniában, Franciaországban – kb. 3.880 hektár, Görögországban – 3.800 hektár Romániában – 2.900 hektár, Uruguayban – 1.800 hektár, Portugáliában – 800 hektár, Olaszországban – 314 hektár, Ausztráliában – 67 hektár és Dél-Afrikában – 32 hektárt tesznek ki.

## Jellemzői
Közepes növekedésű és terméshozamú, de rendkívül finom, muskotályos ízű, tetszetős csemegeszőlő-fajta. Fürtje nagy, laza, igen mutatós; bogyója igen nagy, ovális, sötétkék. Viszonylag későn szeptember végén, október elején érik. Téli fagyállósága jó, de rothadásra hajlamos. További hibája, hogy bogyóinak mérete és színezettsége nem egyenletes, kocsányzata, fürtnyele könnyen törik, rosszul szállítható. Bora igen jó, muskotályos, alacsony savtartalmú asztali bor.

## Hasonnevei
Legismertebb hasonnevei: Black Hamburg (USA), Black Muscat, Black Muscat of Alexandria, Blauer Hamburger Muskat, Frankenthal, Golden Hamburg, Hambourg musqué, Hambro, Hamburg, Hamburg Moschato, Hamburgii muskotály, Hamburgskii misket, Hamburski Misket, Hampton Court Wine, Malaga rouge, Moscatel de Hamburgo, Moscatel Negro, Moscatel Prato oder Moscatel preto, Moscato d’Amburgo oder Moscato di Amburgo, Moscato Nero, Moscato Nero di Amburgo, Moscato Preto, Moschato amvourgou, Moschato tyrnavou, Muscat Albertient's, Muscat cernii aleksandriiskii, Muscat de Hambourg, Muscat gamburgskii, Muscat Hamburg, Muškat Hamburg, Muskat Hamburg crni, Muskat-Trollinger, Oeillade musqué, Queen’s Arbor, Red Muscat of Alexandria, Siyah misket, Snow’s Seedling vagy Snow’s muscat hamburgh, Tamaîioasa hanburg, Tamaîioasa neagra, Zibibbo Nero.